# Wahlkreis Südvaasa
Der Wahlkreis Südvaasa war von 1907 bis 1958 einer von 16 bzw. 15 finnischen Wahlkreisen für die Wahlen zum finnischen Parlament. Bei den Parlamentswahlen stehen jedem Wahlkreis orientiert an der Einwohnerzahl eine bestimmte Anzahl von Mandaten im Parlament zu, dem Wahlkreis Südvaasa standen von 1907 bis 1933 12 Sitze zu, 1936 11 Sitze und von 1939 bis 1958 10 Sitze. Ab der Wahl 1962 wurde der Wahlkreis Südvaasa mit dem Wahlkreis Nordvaasa zum Wahlkreis Vaasa zusammengefasst.